# Diomedea
Diomedea je rod mořských ptáků z čeledi albatrosovitých. Rod zahrnuje jedny z největších létajících ptáků jako je albatros stěhovavý a albatros královský. Zástupci rodu se vyskytují pouze na jižní polokouli.

## Taxonomie
Taxonomie albatrosů představovala diskutovaný problém již od poloviny 18. století, kdy se začal vyvíjet taxonomický systém. Počet albatrosů zařazených do rodu Diomedea se v minulosti značně lišil a ve druhé polovině 20. století byli do rodu řazeni prakticky všichni albatrosi až na albatrosy hnědé. V roce 1996 Gary Nun z Amerického přírodovědného muzea publikoval studii, ve které na základě DNA analýz navrhl rozdělit albatrosy do čtyřech rodů, a sice Diomedea, Thalassarche, Phoebetria a Phoebastria. Toto rozdělení bylo všeobecně akceptováno a běžně se používá. Název Diomedea je založen na jménu řeckého boha Dioméda.

## Popis
Do rodu Diomedea se tradičně řadí albatros stěhovavý a albatros královský, jejichž rozpětí křídel přes 3,5 m patří k největším v ptačí říši. Obecně se dá říci, že albatrosi obývající jižní části jižní pokoule jsou těžší než albatrosi ze severní části jižní polokoule. Pro mladé jedince, kteří se zrovna osamostatnili, je typické opeření hnědých barev, které se v prvních letech strávených na moři a několika přepeřeních postupně přemění do mnohem bělejších odstínů.
Z důvodu nezvykle komplikovaných barevných odstínů hnědé v opeření albatrosů je složité rozlišovat mezi jednotlivými druhy albatrosů rodu Diomedea přímo na moři. Existují morfologické detaily, které ptáky mohou jednoznačně identifikovat na úrovni druhu (např. albatros královský má černou linku při krajích čelisti na straně skusu), nicméně problém je takový detail v terénu spatřit. Při sledování na moři je pozorovatel na hýbající se lodi, která příliš nepřeje podrobnému zkoumání jedinců dalekohledem. U určování druhů na souši nebývá problém, protože albatrosi zalétají na souš pouze za účelem hnízdění a kolonie albatrosů jsou většinou jednoznačně identifikovatelné na úrovni druhu (výjimkou je např. albatros královský na poloostrově Otago, kde se tento druh páří s místními albatrosy Sanfordovými, kteří zde mají kolonii, čili v rámci jedné kolonie lze zahlédnout dva druhy albatrosů).

## Výskyt
Albatrosi rodu Diomedea se vyskytují napříč Jižním oceánem a jižním Atlantikem. Hnízdí většinou na izolovaných ostrovech obklopených oceánskými vodami daleko od lidských obydlí jako jsou Novozélandské subantarktické ostrovy, Jižní Georgie nebo Tristan da Cunha. Albatros Sanfordův hnízdí nezvykle i na pevnině, konkrétně na poloostrově Otago na Jižním ostrově Nového Zélandu.

## Seznam druhů

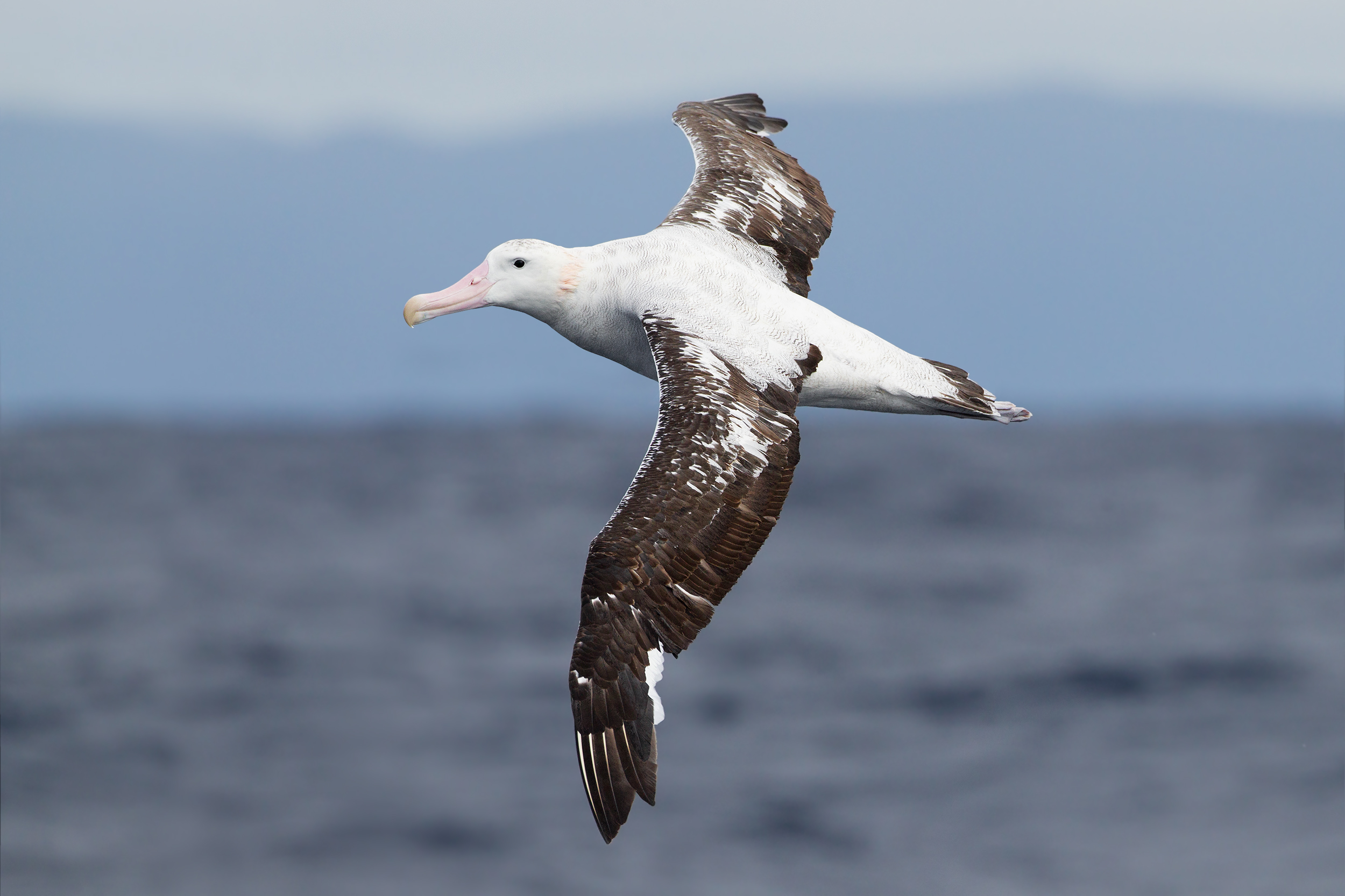
Albatros stěhovavý

BirdLife International a ACAP rozeznávají následujících 6 zástupců rodu Diomedea:
- albatros amsterdamský (Diomedea amsterdamensis)
- albatros jižní (Diomedea antipodensis)
- albatros tristanský (Diomedea dabbenena)
- albatros královský (Diomedea epomophora)
- albatros stěhovavý (Diomedea exulans)
- albatros Sanfordův (Diomedea sanfordi)

### Fosilní druhy
Nejstarší známé druhy rodu Diomedea pocházejí ze středního miocénu (cca před 12–15 milionem let). V té době už došlo k rozdělení rodů Phoebastria a Diomedea. Z fosilních nálezů jsou známy mj. následující druhy:
- Diomedea milleri (střední miocén, Kalifornie, USA)[8]
- Diomedea sp. (pozdní miocén, ostrov Valdez, Antarktida)[9]
- Diomedea sp. (raný pliocén, Jihoafrická republika)[9]
- Diomedea sp. (raný pliocén v údolí Bone, Florida, USA)[9]
- Diomedea thyridata (pozdní miocén, naleziště fosilií Beaumaris Bay, Victoria, Austrálie)[10]